# Catalogo Henry Draper
Il Catalogo Henry Draper (HD) è un catalogo stellare pubblicato tra il 1918 e il 1924 che riportava la classificazione stellare di 225.300 stelle; tra il 1925 e il 1936 venne pubblicata la Henry Draper Extension (HDE) che aggiungeva altre 46.850 stelle, seguita dalle Henry Draper Extension Charts (HDEC), pubblicate sotto forma di mappe, che classificavano ulteriori 86.933 stelle. Fino ad agosto 2017 sono state classificate in totale 359.083 stelle.

## Denominazione
Il catalogo deriva la sua denominazione dal nome dell'astronomo amatoriale Henry Draper e copre l'intero cielo classificando le stelle fino a una magnitudine fotografica di 9; le estensioni aggiunsero stelle ancora più deboli in alcune aree di cielo.
L'elaborazione del catalogo HD faceva parte di un tentativo pionieristico di classificazione degli spettri stellari; la catalogazione è tuttora utilizzata per identificare le stelle.

## Storia
Nel 1885 Edward C. Pickering, direttore dell'Harvard College Observatory decise di supervisionare la spettroscopia fotografica. Edward C. Pickering, che conosceva l'imponente lavoro di Henry Draper, uno dei primi a intuire l'importanza della astrofotografia, contattò la vedova Mary Anna Draper per ottenere un finanziamento del suo progetto. Il catalogo fu pubblicato la prima volta tra il 1918 e il 1924. Fu compilato da Annie Jump Cannon e i colleghi dell'Harvard College Observatory, sotto la supervisione di Edward C. Pickering, e fu così chiamato in onore di Henry Draper.
Le stelle contenute nel catalogo sono di media magnitudine, fino a circa 9m (circa 50 volte più deboli delle stelle più deboli visibili ad occhio nudo). Questa luminosità fa sì che siano oggetti ideali per i telescopi amatoriali, e siano invece molto brillanti nei telescopi professionali. Il catalogo copre l'intero cielo, ed è stato il primo tentativo serio di catalogare il tipo spettrale delle stelle.
I numeri HD sono oggi usati diffusamente per le stelle che non hanno un nome assegnato dalla nomenclatura di Bayer o da quella di Flamsteed.
Le stelle numerate da 1 a 225.300 sono presenti nel catalogo originale, e sono numerate in ordine crescente di Ascensione Retta (per l'epoca 1900.0). Le stelle da 225.301 a 359.083 sono presenti nell'estensione pubblicata nel 1949. Queste ultime sono a volte chiamate HDE (Henry Draper Extension), ma il numero basta a separarle e sono quindi spesso chiamate semplicemente HD.